# Scolopocryptops denticulatus
Scolopocryptops denticulatus är en mångfotingart som först beskrevs av Wolfgang Bücherl 1946.  Scolopocryptops denticulatus ingår i släktet Scolopocryptops och familjen Scolopocryptopidae. Inga underarter finns listade i Catalogue of Life.